# Roc (Gran Paradiso)
Il Roc (pron. fr. AFI: [ʁɔk]; in francese, Le Roc) è un imponente torrione (4.026 m s.l.m.) del Massiccio del Gran Paradiso, la seconda vetta per altezza del massiccio. Si trova tra il Piemonte (comune di Noasca) e la Valle d'Aosta (comuni di Cogne e Valsavarenche).

## Toponimo

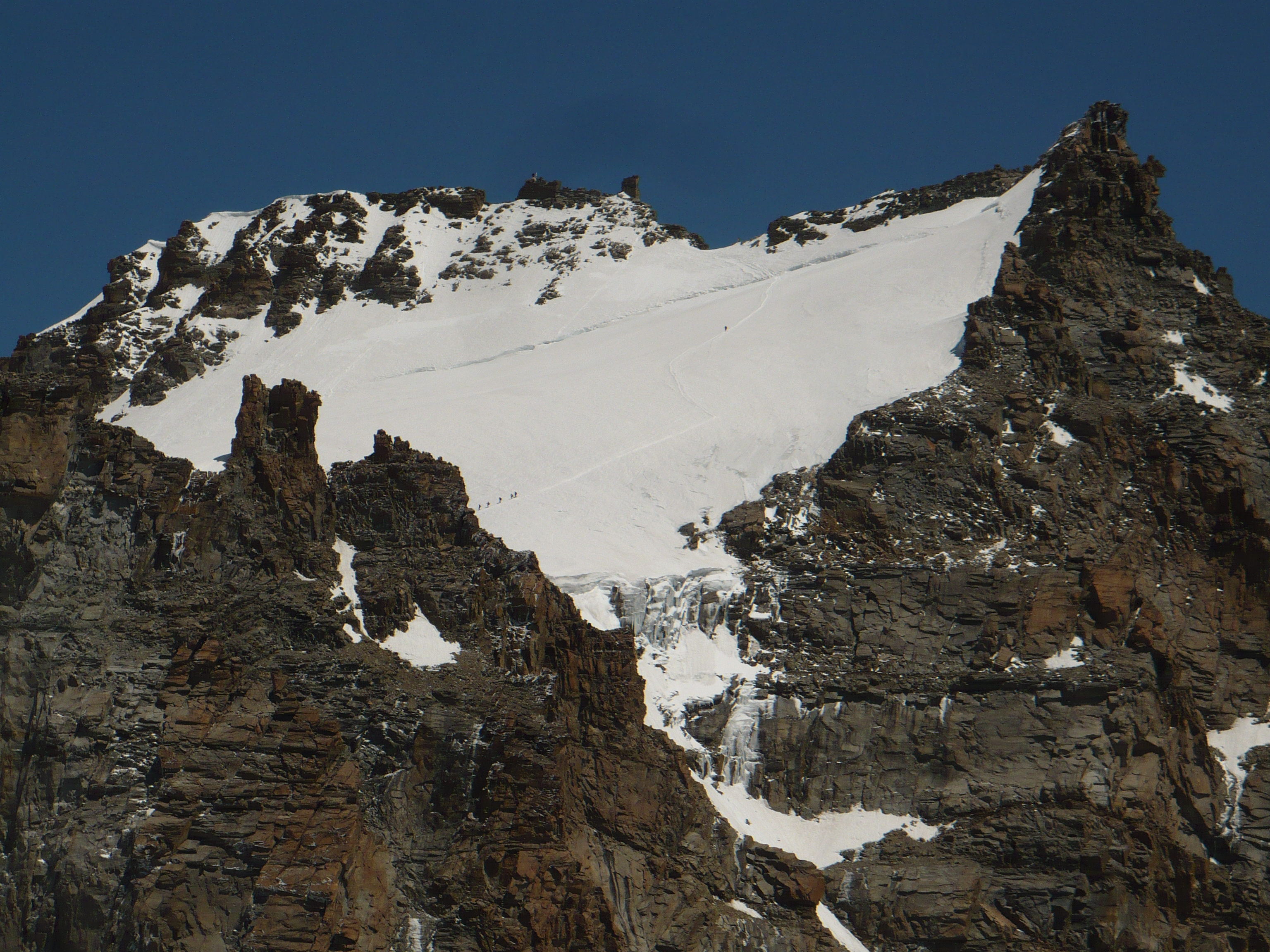
La vetta del Gran Paradiso (a sinistra) vista dalla Tresenta (versante sud). A destra, il Roc.

Il toponimo Roc significa "roccia" in lingua francese.

## Descrizione
È emergente dalla cresta nel tratto tra il Colle della Becca di Moncorvé (3.875 m) e l'omonima finestra (3.998 m), punto culminante dello spartiacque Orco - Dora da dove inizia verso nord la lunga cresta Valsavarenche-Val di Cogne, comprendente la vetta del Gran Paradiso (4.061 m) e altre importanti vette del gruppo, per terminare con la Grivola (3.969 m)
Attorniato ad est dalla Punta di Ceresole (3.777 m) e dalla Cresta Gastaldi (3.894 m) a sud-ovest dalla Becca di Moncorvé (3.875 m) e a nord (come ricordato sopra) dal Gran Paradiso (4.061 m), il versante sud scende molto ripido sul ghiacciaio di Noaschetta, mentre il versante nord-est è dominato dal gigantesco e tormentato ghiacciaio della Tribolazione.

## Accesso alla vetta
La via normale per raggiungere la vetta del Roc coincide quasi completamente con la normale per il vicino Gran Paradiso, con partenza da Pont Valsavarenche. Nei pressi del colletto noto come Finestra del Roc, posto a quota 3.994 m, se ne distacca per raggiungere la cima con un percorso misto su ghiaccio e roccia, la cui difficoltà è classificata come PD.

## Rifugi
- Rifugio Vittorio Emanuele II - 2.732 m
- Rifugio Federico Chabod - 2.750 m